# 有德派克花介
有德派克花介（学名：Pacambocythere scorta）为粗面介科派克花介屬下的一个种。